# 賈絲明·卡馬喬-奎恩
賈絲明·卡馬喬·奎恩（西班牙語：Jasmine Camacho-Quinn，1996年8月21日—），波多黎各田徑運動員，她代表波多黎各隊參加了日本舉行的2020年夏季奧林匹克運動會，並且在女子100米跨欄比賽上獲得金牌。